# Düzköy
Düzköy là một huyện thuộc tỉnh Trabzon, Thổ Nhĩ Kỳ. Huyện có diện tích 88 km² và dân số thời điểm năm 2007 là 16150 người, mật độ 184 người/km².